# アルベール・カミュ
アルベール・カミュ（仏: Albert Camus、フランス語発音: [albɛʁ kamy] ( 音声ファイル)、1913年11月7日 - 1960年1月4日）は、フランスの小説家、劇作家、哲学者、随筆家、記者、評論家。

## 概説
フランス領アルジェリア出身。第二次世界大戦中に刊行された小説『異邦人』、エッセイ『シーシュポスの神話』などで「不条理」の哲学を打ち出して注目され、戦後はレジスタンスにおける戦闘的なジャーナリストとして活躍した。また『カリギュラ』『誤解』などを上演し、劇作家としても活動した。戦後に発表した小説『ペスト』はベストセラーとなり、エッセイ『反抗的人間』において左翼全体主義を批判し、反響を呼んだ。小説『転落』発表の翌年、1957年、史上2番目の若さでノーベル文学賞を受賞した。
1960年、交通事故により急死し、未完に残された小説『最初の人間』が1994年に刊行された。
カミュの著作は「不条理」という概念によって特徴付けられている。カミュの言う不条理とは、明晰な理性を保ったまま世界に対峙するときに現れる不合理性のことであり、そのような不条理な運命を目をそむけず見つめ続ける態度が「反抗」と呼ばれる。そして人間性を脅かすものに対する反抗の態度が人々の間で連帯を生むとされる。
カミュの文学的営為は、病気、死、災禍、殺人、テロ、戦争、全体主義など、人間を襲う不条理な暴力との闘いだった。それに対して、彼は一貫してキリスト教や左翼革命思想のような上位審級を拒否し、超越的価値に依存することなく、人間の地平にとどまって生の意味を探しもとめた。彼は「父」としての「神」も、その代理人としての「歴史」も拒否した。
カミュは何よりも時代の妥協しない証言者であった。彼は絶えずあらゆるイデオロギーと闘い、実存主義、マルクス主義と対立した。ソビエト全体主義に対する批判は、彼をコミュニストたちと対立させ、サルトルと絶交するに至った。彼の著作のヒューマニズムは、歴史の最悪の時期における経験のなかで鍛えられたものであり、この意味で、彼は20世紀のもっとも高いモラルを体現した人物のひとりである。
日本で活動するタレントのセイン・カミュは大甥にあたる。

## 生涯

### 形成期
1913年、フランス領アルジェリアのモンドヴィ（現ドレアン）近郊に生まれる。父リュシアン・オーギュスト・カミュは、農場労働者であったが、19世紀初め彼の祖父がフランスからアルジェリアに渡ってきた。父リュシアンはスペイン系の大家族の娘であるカトリーヌ・サンテスと結婚、リュシアンとカミュの二人の息子をもうけている。しかしカミュが生まれた翌年、この父はマルヌ会戦で戦死した。以後母と2人の息子はアルジェ市内のベルクール地区にある母の実家に身を寄せた。この家には祖母のほかに叔父が一人同居していたが、聴覚障害のあった母親も含め、読み書きできるものは一人もいなかった。カミュはこの家で、貧しくはあったが地中海の自然に恵まれた幼少期を過ごした。
1918年に公立小学校に入学。貧しいサンテス家ではもともと高等学校へ進学する希望はなかったが、この学校の教諭ルイ＝ジェルマンはカミュの才能を見抜いて彼の家族を説得し、おかげで1924年に、奨学金を受けながらアルジェの高等中学校リセ＝ビジョーに進学することができた（そこではフランス語とラテン語中心のコースを選択している。）ちなみに、カミュは彼から受けた恩を生涯忘れず、ノーベル賞記念講演の出版の際に「ルイ＝ジェルマン先生へ」との献辞を添えている。リセ時代はサッカーに打ち込み、ときにアルバイトなどしながらも比較的優秀な成績を取っている。しかし1930年より結核の徴候が現れやがて喀血、病院を退院後もしばらく叔父の家で療養生活を送った。この結核は以後生涯を通じてカミュの健康をおびやかすことになる。
またリセ時代にリセの教員ジャン・グルニエと出会っており、彼の著書『孤島』やアンドレ・ド・リショーの『苦悩』などに触発されながら文学への志望を固めていった。グルニエとは卒業後も書簡を通じて交流を保ち、のちにグルニエは『回想　アルベール・カミュ』を著している。
1932年、バカロレアに合格しアルジェ大学文学部に入学。在学中の1934年、眼科医の娘であったシモーヌ・イエと学生結婚するが、これをきっかけに結婚に反対していた叔父と疎遠になり、アルバイトやイエの母親からの支援を受けながら学生生活を続けた。しかし奇矯で派手好きなシモーヌとの生活はやがて破綻し、後に離婚にいたることになる。1935年にグルニエの勧めもあって共産党に入党している。共産主義の思想自体にはそれほど共感を寄せていなかったが（マルクスもエンゲルスもほとんど読んでいなかった）、党の文化活動の一環として劇団「労働座」の創設に関わり、アンドレ・マルローの『侮蔑の時代』を翻案し舞台にあげるなどした。しかし党幹部とアラブ人活動家たちとの間で板ばさみになり、最終的に党から除名処分を受けている。

### ジャーナリズムと創作
1936年5月、学位論文「キリスト教形而上学とネオプラトニズム」を提出しアルジェ大学を卒業。1937年5月には処女作となるエッセイ集『裏と表』を出版するが、生活の安定のため12月からアルジェ大学付属の気象学・地球物理学研究所でデータ整理の職に就く。1938年、パスカル・ピアに誘われ人民戦線寄りの新聞『アルジェ・レピュブリカン』（のち夕刊紙『ソワール・レピュブリカン』となる）の記者となり、冤罪事件や植民地経営の不正を暴く記事を書いた。平行して『異邦人』の原型となった小説『幸福な死』を書き上げるが、これは完成度に不満があったため出版を見合わせている。
1939年、第二次世界大戦の開始にともない徴兵を志願するも、健康上の理由で拒否される。戦争開始前後より、『ソワール・レピュブリカン』紙上で当局の厳しい検閲を受けながら平和主義を唱え続けており、このために同紙は1940年に発行停止処分となった。同紙から責任を問われ解雇されたカミュは、またもピアの助力で『パリ・ソワール』紙の編集部で仕事をしつつ、その傍らで不条理をテーマにした三部作『異邦人』『シーシュポスの神話』『カリギュラ』を書き進めていった。
1940年、ナチスドイツによりパリが占領されると、『パリ・ソワール』紙編集部の移動に伴って自由地区のクレルモン・フェラン、ついでリヨンへと移り、占領体制下の1940年12月に同地にてオラン出身の女性フランシーヌ・フォールとの婚姻届を提出した。しかし物資の不足と読者の減少から『パリ・ソワール』紙でも人員整理が進み、失業したカミュは妻の実家のある北アフリカのオランに一時身を寄せた。この地で前述の三部作を完成、さらに『ペスト』の執筆に着手するが、1942年に喀血し、療養のため夫妻でフランス自由地区シャンボン・シュール・リニョン付近の小村ル・パヌリエに移る。そして6月に小説『異邦人』、12月にエッセイ『シーシュポスの神話』を刊行した。1943年からは非合法誌『コンバ（戦闘）』の発行に関わり、また占領下のパリでサルトル、ボーヴォワールらとも知り合い親交を深めている。
1944年8月のパリ解放後は、それまで地下発行であった『コンバ』を公刊し同紙の編集長となった。なお同紙でカミュは対独協力派（コラボラシオン）に対しては厳しい姿勢を取り、極刑もやむなしという意見を示し、寛容派のフランソワ・モーリヤックと対立したが、後に自説を修正し死刑には反対するようになる。終戦前後にはまた『カリギュラ』『誤解』が上演され、1946年にはアメリカのコロンビア大学に招かれて講演を行い、現代に蔓延する物質崇拝に警鐘を鳴らした。同年、ガリマール社の企画審査委員会のポストにつき、ここで当時無名だったシモーヌ・ヴェイユを発見し、彼女の叢書を企画、「永久反抗論」に影響を受ける。
1947年、極限状態での市民の連帯を描いた小説『ペスト』を刊行、復興期のフランス社会で幅広い読者を得てその文名を高めた。同年の夏に、生涯の友となる詩人、ルネ・シャールと出会う。しかし、1952年に刊行されたエッセイ『反抗的人間』は毀誉褒貶を受け、特にサルトルは一切の政治的暴力を斥けるその「反抗」の論理を、革命へと踏み出さない曖昧な態度だとして徹底的に批判した（カミュ=サルトル論争）。さらにカミュは故郷で起こったアルジェリア戦争に対しても、フランスとアラブの共同体という考えを捨てきれずに曖昧な態度を取って批判を受け、これらによってフランスでの彼は次第に孤立を深めていった。

### ノーベル賞とその死
1956年、現代人の二重性と罪の意識をテーマにした中編『転落』を発表、翌年6篇からなる短編集『追放と王国』を発表した。同年、彼の「この時代における人類の道義心に関する問題点を、明確な視点から誠実に照らし出した、彼の重要な文学的創作活動に対して」ノーベル文学賞が贈られた。当時カミュは43歳であり、これは戦後では最年少の受賞である（史上最年少はラドヤード・キップリング）。しかしアルジェリア戦争をめぐる政治的態度やサルトルとの論争で左右両翼やアラブ人からも非難を浴びていたカミュへの授賞に対し、当時のフランスは冷淡だった。

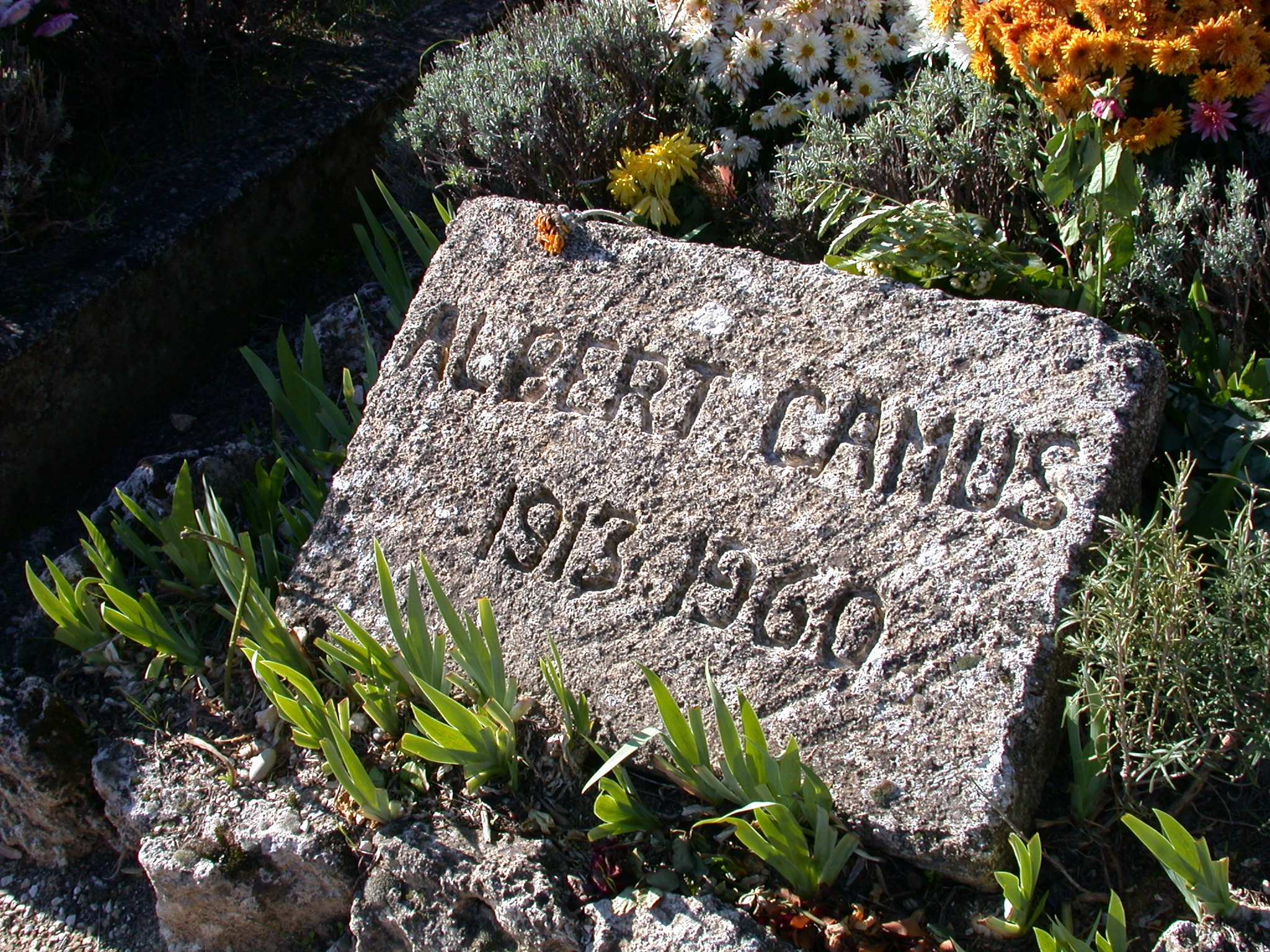
カミュの墓

受賞後、プロヴァンス地方の田園地帯ルールマランに家を構え、しばしばパリとの間を往復する生活を送っていた。1960年、友人ミシェル・ガリマール（ガストン・ガリマールの甥）が運転する自動車（ファセル・ヴェガ）でパリに向かう途中、ヨンヌ県ヴィルブルヴァンにおいて立ち木に衝突、助手席のカミュは即死、ガリマールも手術中に死亡した。しかし、後部座席に同乗していたガリマールの妻子は怪我だけで済んだ。当時の報道では、スピード超過（時速約180km）や、運転していたガリマールのてんかんの発作（走行中の並木模様によって引き起こされたとされる）、それにいっそう可能性が高いものとしてタイヤのパンクが指摘されているが、イタリアの大学人であるジョヴァンニ・カテッリ（Giovanni Catelli）は、2011年に『コリエーレ・デラ・セラ』で「KGBによって暗殺された」という説を発表した。これは、カミュが『Franc-Tireurs』紙（1957年3月）で発表した記事において、1956年のソ連軍によるハンガリー動乱弾圧で、ソ連外相ドミトリー・シェピーロフを非難したことから、シュピーロフがKGBに暗殺指令を出したというものである。作家のルネ・エチアンブルは「ずっと調査してきて、このファセル・ヴェガが棺であったという証拠を握っているが、私の記事を公表したいという新聞は探したものの見つからなかった」と発言している。
執筆中であった自伝的小説『最初の人間』は未完となった。

## 思想
カミュはその思想的な近さから実存主義者に数えられることがしばしばあるが、カミュ自身は実存主義との関係をはっきり否定していた。『シーシュポスの神話』の中でもキルケゴール、シェストフ、ヤスパースら実存主義哲学者の名を挙げ、その思想が不条理から発していながら最終的に不条理の世界から飛躍し、理性の否定へと向かってしまう「哲学上の自殺」だとして批判している。
カミュによれば、「不条理（absurde）」という感情は単にあるものの感覚や印象の検討から生じるものではなく、馬鹿げた計画と明白な現実との比較、理に合わない結果と当然予想される結果との比較というように、「事実としてのある状態と、ある種の現実との比較から、ある行動とそれを超える世界との比較から噴出してくる」ものであり、したがってそれは人間のなかにあるものでも世界にあるものでもなく「両者の共存のなかにあるもの」「両者を結ぶ唯一のきずな」である。そしてカミュは自殺を不条理な運命を見つめない態度として退け、逆に不条理を明晰な意識のもとで見つめ続ける態度を「反抗」と言い表し、それが生を価値あるものにするものだとして称揚している。
『反抗的人間』でカミュはこの「反抗」に対する考察をさらに深めていく。「反抗」とは、例えば長く虐げられてきた奴隷が突然主人に対して「否（ノン）」を突きつける態度である。このときこの「否」には、「これ以上は許すことができない」という境界線の存在が含意されている。つまり境界線の外側のものを「否」として退け、内にあるものを「諾（ウイ）」として守ろうとすることであり、言い換えれば自分の中にある価値に対する意識である。そして不条理の体験が個人的な苦悩に終わるのに対して、他者に対する圧迫を見ることからも起こりうる反抗は超個人的なものであり、そこから連帯が生まれる。また『反抗的人間』ではかなりのページを割いて革命を中心とした歴史の記述に当てられており、そこでは「無垢への郷愁」であるところの反抗から起こったあらゆる革命が必然的に自由を縛る恐怖政治と全体主義へと変貌していく様子が考察される。
しかし革命に必要な政治的暴力を批判するカミュのこのような態度は、上述のように（コミュニストでもある）サルトルとの間の論争を呼び起こすことになった（カミュ=サルトル論争）。論争の直接のきっかけはフランシス・ジャンソンがサルトルの雑誌『レ・タン・モデルヌ（近代）』に『反抗的人間』に対する批判的書評を載せたことで、これに対してカミュがサルトル宛に反論、さらにジャンソンとサルトルが反論するという形で起こったが、ここでサルトルはカミュの思想を曖昧な態度と見なし、彼がモラリスムに陥り「美徳の暴力をふるっている」として徹底的に批判している。

## 作品一覧

### 小説
- 1942年 - 『異邦人』（仏: L'Étranger）
- 1947年 - 『ペスト』（仏: La Peste）
- 1956年 - 『転落』（仏: La Chute）
- 1957年 - 『追放と王国』（仏: L'Exil et le Royaume）- 短編集
- 1971年 - 『幸福な死』（仏: La Mort heureuse）-『異邦人』の初期草稿で、1936年から1938年にかけて執筆された。大筋は完成していたが放棄され、カミュの死後に刊行された。
- 1994年 - 『最初の人間』（仏: Le Premier Homme）- 1950年代半ばに構想し、1959年から執筆を開始したが、翌1960年にカミュが交通事故により早世したため未完に終わった遺作。

### 戯曲
- 1936年 - 『アストゥリアスの反乱』（仏: Révolte dans les Asturies）- 3人の友人との合作。
- 1944年
  - 『カリギュラ』（仏: Caligula）
  - 『誤解』（仏: Le Malentendu）
- 1948年 - 『戒厳令』（仏: L'État de siège）
- 1949年 - 『正義の人びと』（仏: Les Justes）
- 1953年
  - 『十字架への献身』（仏: La Dévotion à la Croix）- スペインの作家ペドロ・カルデロン・デ・ラ・バルカの神秘劇の翻訳。
  - 『精霊たち』（仏: Les Esprits）- 16世紀の劇作家ピエール・ドゥ・ラリヴェイ作のコメディア・デラルテの翻案。
- 1955年 - 『ある臨床例』（仏: Un cas intéressant）- ディーノ・ブッツァーティ作の小説の翻案。
- 1956年 - 『尼僧への鎮魂歌』（仏: Requiem pour une nonne）- ウィリアム・フォークナー作の小説の翻案。
- 1957年 - 『オルメドの騎士』（仏: Le Chevalier d'Olmedo）- 16-17世紀スペインの劇作家ローペ・デ・ベーガ作の戯曲の翻訳。
- 1959年 - 『悪霊』（仏: Les Possédés）- ドストエフスキーの小説『悪霊』の翻案。

### エッセイ、評論など
- 1936年 - 『キリスト教形而上学とネオプラトニズム』（仏: Métaphysique chrétienne et Néoplatonisme） - 学位論文
- 1937年 - 『裏と表』（仏: L'Envers et l'Endroit）
- 1939年 - 『結婚』（仏: Noces）
- 1942年 - 『シーシュポスの神話』（仏: Le Mythe de Sisyphe）
- 1943・1944年 - 『ドイツ人の友への手紙』（仏: Lettres à un ami allemand）
- 1951年 - 『反抗的人間（フランス語版、英語版）』（仏: L'Homme révolté）
- 1954年 - 『夏』（仏: L'Été）
- 1957年 - 『ギロチン』（仏: Réflexions sur la peine capitale）

### 邦訳
- 『カミユ著作集』全5巻、新潮社、1958年　
  - 第1巻：異邦人・転落
  - 第2巻：ペスト
  - 第3巻：裏と表・追放
  - 第4巻：反抗的人間
  - 第5巻：結婚・シジフォスの神話
- 『カミュ全集』全10巻（佐藤朔・高畠正明編）、新潮社、1972-73年
  - 第1巻：アストゥリアスの反乱・裏と表・結婚
  - 第2巻：異邦人・シーシュポスの神話
  - 第3巻：カリギュラ・誤解・ドイツ人の友への手紙
  - 第4巻：ペスト
  - 第5巻：戒厳令・正義の人びと
  - 第6巻：反抗的人間
  - 第7巻：十字架への献身・精霊たち・夏
  - 第8巻：ある臨床例・転落
  - 第9巻：尼僧への鎮魂歌
  - 第10巻：追放と王国・悪霊
- その他の訳書
  - 『アメリカ・南米紀行』（仏: Journaux de voyage、1978年没後出版）、高畠正明訳、新潮社、1979年
  - 『カミュの手帖 1935-1959』（仏: Les Cahiers Albert Camus、1962年以降没後出版）、大久保敏彦訳、新潮社、1992年
  - 『幸福な死』高畠正明訳、新潮社、1972年、新潮文庫、改版2004年
  - 『直観』高畠正明訳、新潮社、1974年
  - 『最初の人間』大久保敏彦訳、新潮社、1996年、新潮文庫、2012年
  - 『ペスト』三野博司訳、岩波文庫、2021年
  - 『ペスト』中条省平訳、光文社古典新訳文庫、2021年
  - 『転落』前山悠訳、光文社古典新訳文庫、2023年
  - 『戒厳令』『正義の人びと』 中村まり子訳（岩切正一郎解説）、藤原書店 、2023年
  - 『結婚』柏倉康夫訳、月曜社、2024年

## 伝記
- 西永良成『評伝 アルベール・カミュ』白水社、1976年
- 白井浩司『アルベール・カミュ その光と影』講談社、1977年
- 中条省平『カミュ伝』集英社インターナショナル新書、2021年
- ヴィリジル・タナズ『カミュ　ガリマール新評伝シリーズ』神田順子・大西比佐代訳、祥伝社、2010年
- ジャン・グルニエ『アルベール・カミュ　思い出すままに』大久保敏彦訳、国文社、2004年。師の回想